# Schizoporella cucullata
Schizoporella cucullata är en mossdjursart som först beskrevs av Ferdinand Canu och Ray Smith Bassler 1929.  Schizoporella cucullata ingår i släktet Schizoporella och familjen Schizoporellidae. Inga underarter finns listade i Catalogue of Life.